# Dendrelaphis punctulatus
Dendrelaphis punctulata là một loài rắn trong họ Rắn nước. Loài này được Gray mô tả khoa học đầu tiên năm 1826.

## Hình ảnh

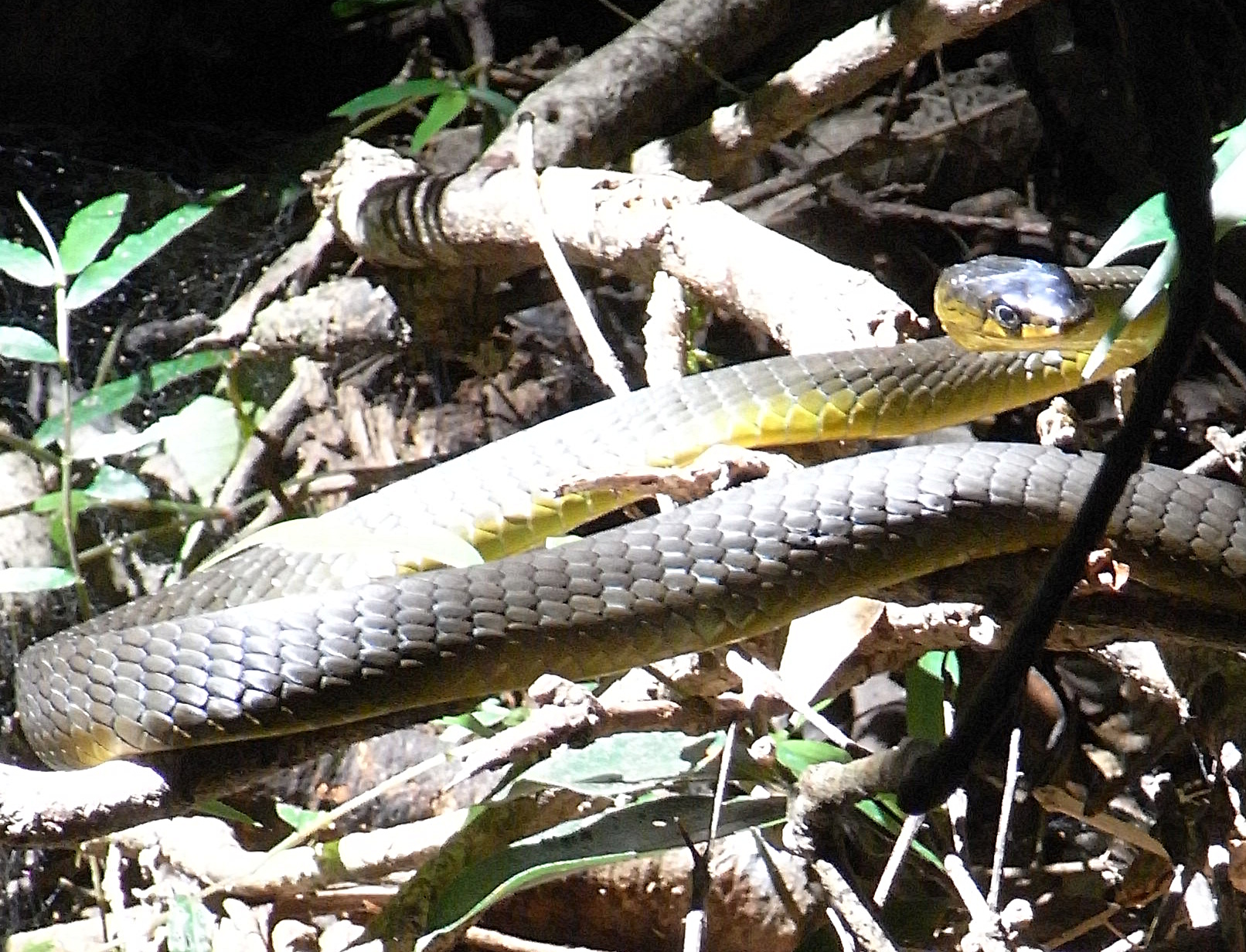
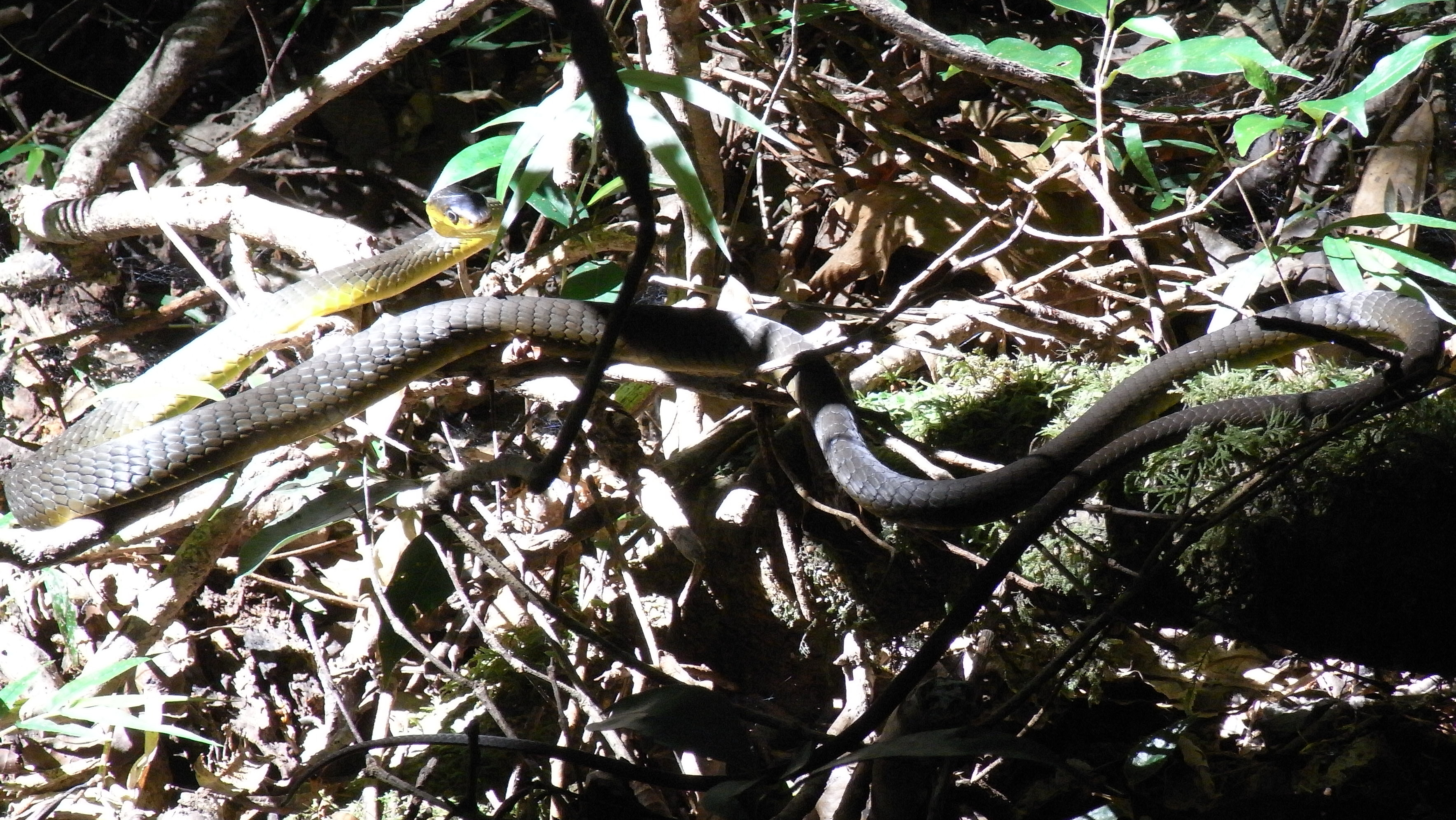
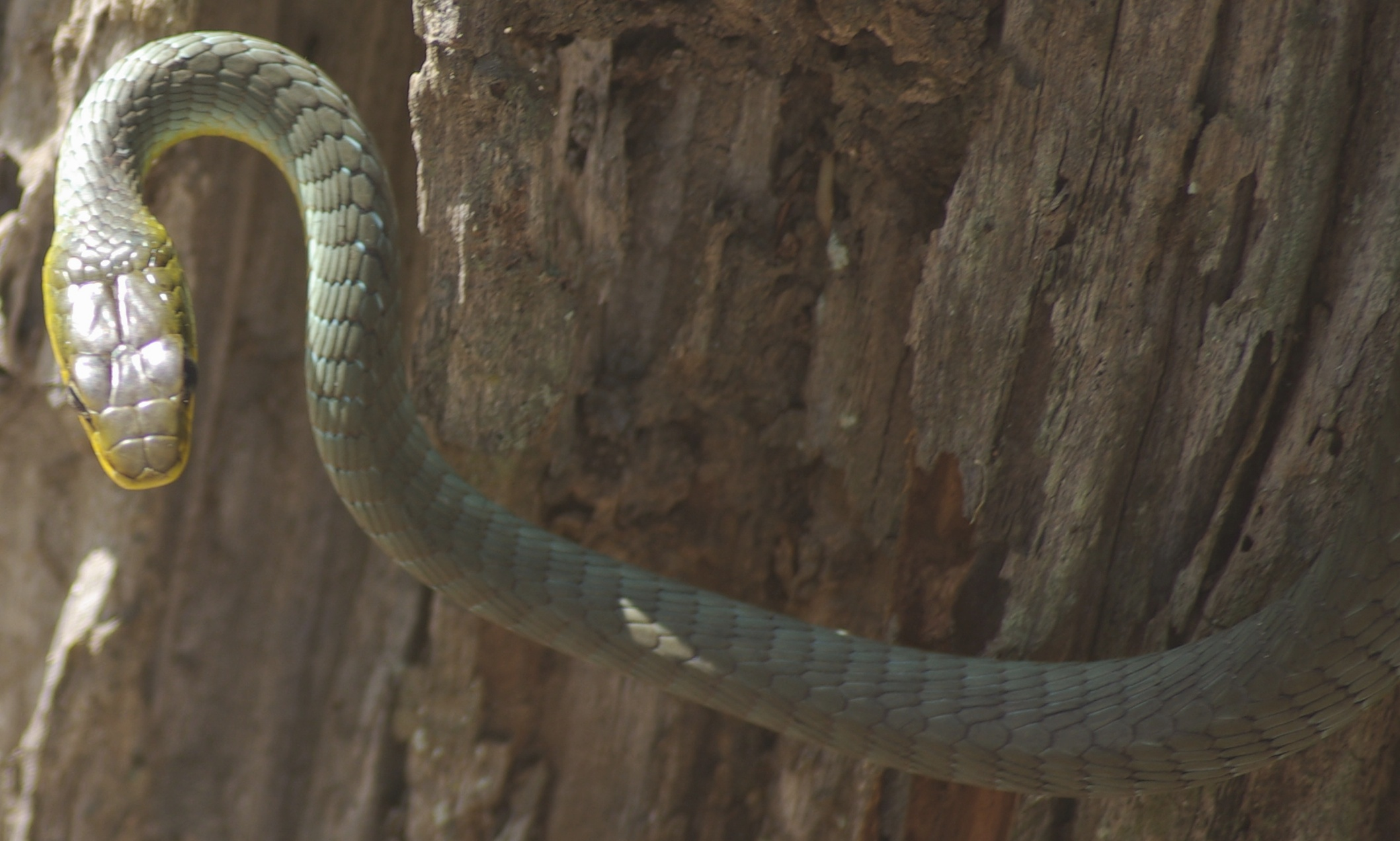
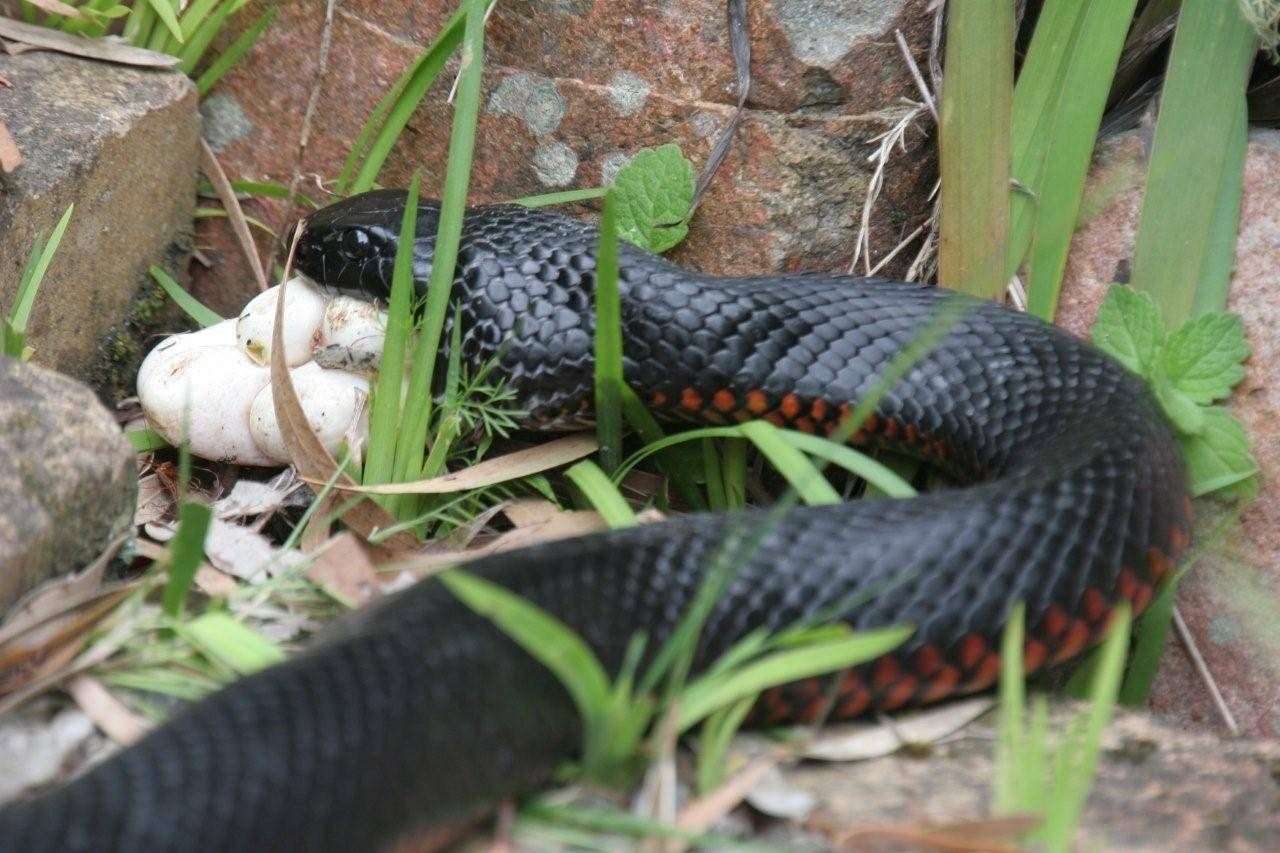